# Den hemliga historien
Den hemliga historien är en roman från 1992 av Donna Tartt. Den var hennes debutroman. Den är utgiven av Alfred A. Knopf. Romanen utspelar sig i New England och berättar historien om en sammansvetsad grupp av sex klassikerstudenter vid Hampden College, en liten elithögskola för liberal arts i Vermont baserat på Bennington College, där Tartt var student mellan 1982 och 1986.
Den hemliga historien är en inverterad deckare som berättas av en av de sex eleverna, Richard Papen, som år senare reflekterar över situationen som ledde till mordet på deras vän Edmund "Bunny" Corcoran – där händelserna som ledde fram till mordet avslöjas i följd. 
En 75 000 tryckbeställning gjordes för den första upplagan (till skillnad från den vanliga beställningen på 10 000 för en debutroman) och boken blev en bästsäljare. Boken har sedan dess krediterats för att popularisera tillväxten av dark academia litterära subgenren.

## Handling
Boken utspelar sig på ett college i Vermont. Huvudpersonen, en ung man, involveras i en grupp på fem elever som för en tillvaro som är avskild från det övriga livet på skolan. Tillsammans med en gammal professor studerar de latin och antik grekisk kultur. Relationerna i gruppen blir med tiden mycket invecklade och komplicerade. En kväll händer något fruktansvärt oåterkalleligt. Konsekvenserna av denna händelse dirigerar sedan framtiden för gruppens medlemmar och utsätter dem för stora känslomässiga och moraliska prövningar.

## Rollfigurer
- Julian Morrow: en excentrisk klassikerprofessor vid Hampden som endast undervisar en liten grupp studenter som han väljer ut för deras intellekt, förbindelser och rikedom.
- Richard Papen: en utbytesstudent med blygsamma medel från Kalifornien, han är osäker på sin bakgrund och förskönar den så att den passar in i sina klasskamraters.
- Charles och Camilla Macaulay: Charmiga, föräldralösa tvillingar från Virginia. Det komplexa förhållandet mellan tvillingarna kännetecknas av svartsjuka och beskyddande.
- Henry Winter: ett polyglott intellektuellt underbarn och publicerad författare med rika föräldrar och en passion för Palikanonen, Homeros och Platon, han är den inofficiella ledaren för gruppen och är Julians favoritstudent.
- Francis Abernathy: en generös och hypokondrisk student, vars avskilda lantställe blir en fristad för gruppen.
- Edmund "Bunny" Corcoran: en skämtare som trots sken av rikedom i själva verket är utfattig och ogenerat utnyttjar sina vänner.
- Dr. Roland: en senil gammal professor i psykologi, som Richard arbetar för som forskningsassistent.
- Georges Laforgue: professor i franska och Richards första akademiska rådgivare.
- Judy Poovey: en av Richards sovkompisar. Hon är också infödd i Kalifornien och har en ensidig sexuell förälskelse i honom, och han går bara för att träffa henne när han vill ha något av henne.
- Marion Barnbridge: Bunnys flickvän, som av en eller annan anledning håller sig på avstånd från gruppen.
- Cloke Rayburn: en knarklangare och Bunnys bästa vän från gymnasiet.
- Katherine och Macdonald Corcoran: mor och far till Bunny och hans bröder Teddy, Hugh, Patrick och Brady.

## Teman
Den hemliga historien hämtar delvis sin inspiration från den grekiska tragedin på 500-talet f.Kr., Backanterna, av Euripides.
År 2013 skrev John Mullan en uppsats för The Guardian med titeln "Tio skäl till varför vi älskar Donna Tartts Den hemliga historien", som inkluderar "Det börjar med ett mord," "Den är kär i antikens Grekland," "Den är full av citat" och "Den är besatt av skönhet."

## Planerade och inställda filmatiseringar
Producenten Alan J. Pakula förvärvade först filmrättigheter vid bokens utgivning 1992, med ett planerat manus av författarna Joan Didion och John Gregory Dunne. Arbetet skulle börja i slutet av 1998 (regissören Scott Hicks ryktas ha redan anställts) när Pakulas död i en bilolycka i november fick projektet att falla igenom.
2002 års publicering av Tartts andra roman Den lille vännen väckte ett återuppvaknande av intresse för Den hemliga historien. En ny filmatsering tillkännagavs av Miramax Films, att produceras av Harvey Weinstein och leds av syskonen Jake och Gwyneth Paltrow, som hoppades få huvudrollerna som karaktärerna Charles respektive Camila Macaulay. Syskonens far Bruce Paltrows död i oktober samma år gjorde att projektet lades på hyllan igen, och rättigheterna återinfördes till Tartt.
Vid publiceringen 2013 av Tartts tredje roman Steglitsan väcktes intresset för en annan filmatisering igen, denna gång för TV med Tartts skolkamrater Melissa Rosenberg och Bret Easton Ellis vid rodret (Ellis är romanens meddedikerade). Även detta försök föll igenom efter att Rosenberg och Ellis inte lyckades hitta ett nätverk eller en streamingplattform som var intresserad av projektet.
Tartts missnöje med 2019 års filmversion av Steglitsan fick många att spekulera i att hon inte skulle tillåta ytterligare filmatiseringar av någon av hennes romaner, vilket lämnade Den hemliga historien i limbo. Tartt sparkade sin långvariga agent Amanda Urban över filmen och sa, "När boken väl finns ute är den inte riktigt min längre, och min egen idé är inte mer giltig än din. Och så börjar jag den långa processen att koppla ur."

## Källhänvisningar
1. ↑  "Donna Tartt". NE.se. Läst 10 november 2014.
2. ↑  ”Money, Madness, Cocaine and Literary Genius: An Oral History of the 1980s' Most Decadent College” (på amerikansk engelska). Esquire. 28 maj 2019. https://www.esquire.com/entertainment/a27434009/bennington-college-oral-history-bret-easton-ellis/. Läst 26 januari 2023.
3. ↑  ”“The Secret History” makes strides in budding dark academia genre” (på amerikansk engelska). Mount Holyoke News. http://www.mountholyokenews.com/books/2019/10/4/the-secret-history-makes-strides-in-budding-dark-academia-genre. Läst 26 januari 2023.
4. ↑  Thorp, Clare. ”The Secret History: A murder mystery that thrills 30 years on” (på engelska). www.bbc.com. https://www.bbc.com/culture/article/20221020-the-secret-history-a-murder-mystery-that-thrills-30-years-o. Läst 26 januari 2023.
5. ↑  ”Ten reasons why we love Donna Tartt's The Secret History” (på engelska). the Guardian. 18 oktober 2013. http://www.theguardian.com/books/2013/oct/18/donna-tartt-secret-history-modern-classic. Läst 27 januari 2023.
6. 1 2 3  ”Why Donna Tartt's The Secret History Never Became a Movie” (på amerikansk engelska). Town & Country. 15 september 2019. https://www.townandcountrymag.com/leisure/arts-and-culture/a28954524/donna-tartt-secret-history-movie/. Läst 27 januari 2023.
7. ↑  Klein-Nixon, Kylie (5 oktober 2019). ”Death and The Secret History: Why Donna Tartt's first novel was never a movie” (på engelska). Stuff. https://www.stuff.co.nz/entertainment/film/116195385/death-and-the-secret-history-why-donna-tartts-first-novel-was-never-a-movie. Läst 27 januari 2023.